# Беккі Сауербранн
Беккі Сауербранн   (англ. Becky Sauerbrunn, 6 червня 1985) — американська футболістка, олімпійська чемпіонка.

## Виступи на Олімпіадах
| Олімпіада   | Дисципліна | Місце |
| ----------- | ---------- | ----- |
| Лондон 2012 | футбол     | 1     |